# Alfonso Ungría Ovies
Alfonso Ungría Ovies (Madrid, 30 de març de 1943) és un director de cinema espanyol. Ha simultanejat el seu treball en Televisió Espanyola (TVE) amb espaiades produccions de cinema.

## Biografia
Va estudiar Ciències Econòmiques a Madrid, però al tercer curs va deixar la carrera. Primer es va dedicar al teatre dins del Teatro Español Universitario, participant en obres de Fernando Arrabal i Eugene O'Neill, i després va passar al cinema. El 1967 va rodar el seu primer curtmetratge (Querido Abraham), que va participar en alguns festivals, i el 1970 va rodar el primer llargmetratge, El hombre oculto, alhora que començava a treballar al NO-DO. Va obtenir bones crítiques a la 31a Mostra Internacional de Cinema de Venècia, però a Espanya va tenir problemes amb la censura. Des d'aleshores ha alternat produccions de sèries i pel·lícules per a TVE, entre les que va destacar Gatos en el tejado (1988), amb llargmetratges. En cinema ha destacat La conquista de Albania (1983) sobre l'expedició de Carles II de Navarra a Albània i que va obtenir el Premi Especial del Jurat al Festival Internacional de Cinema de Sant Sebastià, i Ehun metro, basat en el llibre de Ramón Saizarbitoria.

## Filmografia
| Any  | Pel·lícula o sèrie            |
| ---- | ----------------------------- |
| 2004 | ¡Hay motivo!                  |
| 2002 | El deseo de ser piel roja     |
| 2002 | Ehun metro                    |
| 1996 | África                        |
| 1996 | Hasta luego cocodrilo (TV)    |
| 1988 | Gatos en el tejado (TV)       |
| 1984 | La conquista de Albania       |
| 1996 | Cuentos eróticos (un episodi) |
| 1981 | Cervantes (TV)                |
| 1977 | Soldados                      |
| 1976 | Gulliver                      |
| 1971 | Tirarse al monte              |
| 1970 | El hombre oculto              |